# Lepidodactylus flaviocularis
Lepidodactylus flaviocularis là một loài thằn lằn trong họ Gekkonidae. Loài này được Brown, Mccoy & Rodda miêu tả khoa học đầu tiên năm 1992.